# Malingangrebet på Christiansborg
 Der er for få eller ingen kildehenvisninger i denne artikel, hvilket er et problem. Du kan hjælpe ved at angive troværdige kilder til de påstande, som fremføres i artiklen.

Malingangrebet på Christiansborg fandt sted 18. marts 2003. To medlemmer af græsrodsbevægelsen Globale Rødder, Lars Grenaa og Rune Eltard-Sørensen, var mødt op på Christiansborg på gangen uden for et møde i Udenrigspolitisk Nævn om Danmarks rolle i Irakkrigen. Efter mødet kastede Lars Grenaa rød maling på statsminister Anders Fogh Rasmussen, mens han råbte “Du har blod på hænderne”. Malingen skulle symbolisere blodet. Han blev straks pågrebet af Folketingets sikkerhedsfolk og ført bort. I postyret lykkedes det få minutter senere Rune Eltard-Sørensen at kaste maling på udenrigsminister Per Stig Møller.
De to gerningsmænd havde skaffet sig adgang til Folketinget som gæster til Pernille Rosenkrantz-Theil fra Enhedslisten (og siden 2011 for Socialdemokratiet). De havde ingen aftale med hende og mødte hende kun kort tilfældigt, da de havde forladt Rosenkrantz-Theils sekretærs kontor og mod Folketingets sikkerhedsregler begav sig uledsaget rundt.
Pernille Rosenkrantz-Theil afviste at have haft kendskab til deres planer, og udtrykte utilfredshed med ikke at have fået besked om planerne. Samtidig udtalte hun støtte til angrebet og sagde, at hun formentlig ville have lukket dem ind, selv hvis hun havde kendt til deres planer, og at hun kunne have fundet på at deltage selv, hvis hun ikke lige havde været medlem af Folketinget. Denne udtalelse blev kritiseret af Enhedslistens folketingsgruppe, der i lighed med Folketingets øvrige partier tog afstand fra angrebet. Udtalelsen fik dog ingen formelle politiske konsekvenser for Pernille Rosenkrantz-Theil, der før sin tid som folketingsmedlem også selv har deltaget i ulovlige aktioner, idet hun kastede levende høns ned i folketingssalen i protest mod overfyldte klasseværelser.

## Retsligt efterspil
Lars Grenaa og Rune Eltard-Sørensen blev varetægtsfængslet for i første omgang 27 dage, hvilket blev forlænget ad flere gange til i alt 70 dage til 27. maj 2003, hvor de to blev idømt hhv. 3 og 4 måneders fængsel ved Københavns Byret for vold mod tjenestemænd. Rune Eltard-Sørensens straf blev længere, idet han tidligere var tiltalt for at kaste ketchup mod borgmester i Farum Peter Brixtofte på valgaftenen ved kommunalvalget i 2001. Der blev ved strafudmålingen lagt særlig vægt på, at gerningsmændene havde angrebet repræsentanter for folkestyret i Folketinget. Desuden pålagdes de at erstatte ministrenes tøj og betale sagens omkostninger på i alt 52.000 kr. Anklagemyndigheden ankede dommen til Østre Landsret pga. dens principielle karakter, men anken blev afvist pga. overskridelse af ankefristen. 22. juli 2004 afgjorde Københavns Byret desuden, at aktivisterne skulle betale 113.000 kr. i erstatning for et nyt tæppe til Folketinget, afrensning af vægge mv.
13. oktober 2003 gav Højesteret Lars Grenaa og Rune Eltard-Sørensen medhold i, at de havde siddet varetægtsfængslet for længe. Fire af fem dommere mente ikke, at hensynet til retshåndhævelsen krævede forlængelse af varetægtsfængslingen, da de allerede havde været fængslet i 6 uger. De to dømte blev dog ikke tilkendt kompensation.

## Efterspil
Til en artikel i Jyllands-Postens internetudgave 30. september 2006 gav Lars Grenaa udtryk for, at han fortsat fandt aktionen mod statsministeren berettiget:
| Citat | Jeg fortryder ikke, at jeg smed maling på statsministeren, og ville gøre det igen, hvis den samme situation opstod. | Citat |
|       | |       |